# Microcavia niata
Microcavia niata är en däggdjursart som först beskrevs av Thomas 1898.  Microcavia niata ingår i släktet ökenmarsvin och familjen Caviidae. IUCN kategoriserar arten globalt som livskraftig.
Inga underarter finns listade i Catalogue of Life. Wilson & Reeder (2005) skiljer mellan två underarter.
Detta marsvin förekommer i Anderna i västra Bolivia och kanske i angränsande stater. Arten vistas vanligen på högplatån Altiplano mellan 3500 och 4000 meter över havet. Habitatet utgörs av gräsmarker.
Flera individer lever tillsammans i underjordisk bon som grävs själv eller som övertas av kamråttor (Ctenomys).